# 4100 Sumiko
A 4100 Sumiko (ideiglenes jelöléssel 1988 BF) a Naprendszer kisbolygóövében található aszteroida. Tsutomu Hioki,  Nobuhiro Kawasato fedezte fel 1988. január 16-án.